# Hoces del Jalón
Hoces del Jalón este o arie protejată (arie specială de conservare — SAC, sit de importanță comunitară — SCI) din Spania întinsă pe o suprafață de 5.199,36 ha, integral pe uscat.

## Localizare
Centrul sitului Hoces del Jalón este situat la coordonatele 41°24′30″N 1°36′27″W / 41.4082°N 1.60761°V.

## Înființare
Situl Hoces del Jalón a fost declarat sit de importanță comunitară în iulie 2000 pentru a proteja 1 specie de plante și 7 specii de animale. Situl a fost protejat și ca arie specială de conservare în februarie 2021.

## Biodiversitate
Situată în ecoregiunea mediteraneană, aria protejată conține 4 habitate naturale: Pante stâncoase calcaroase cu vegetație casmofită, Păduri de Quercus ilex și Quercus rotundifolia, Lande oro-mediteraneene cu formațiuni endemice de grozamă, Vegetație gipsofilă iberică (Gypsophiletalia).
La baza desemnării sitului se află mai multe specii protejate:
- plante (1): Centaurea pinnata
- mamifere (4): vidră de râu (Lutra lutra), liliac cu aripi lungi (Miniopterus schreibersii), liliac comun (Myotis myotis), liliacul mic cu potcoavă (Rhinolophus hipposideros)
- pești (3): Achondrostoma arcasii, Cobitis paludica, Parachondrostoma miegii

Pe lângă speciile protejate, pe teritoriul sitului au mai fost identificate 3 specii de plante, 27 de specii de păsări, 3 specii de amfibieni, 3 specii de mamifere, 4 specii de pești.